# Thomas McKean Thompson McKennan
Thomas McKean Thompson McKennan (31 de Março de 1794 - 9 de Julho de 1852) foi um político do século 19 e advogado que serviu por pouco tempo como Secretário do Interior dos Estados Unidos sob a gestão do Presidente Millard Fillmore.

## Primeiros anos
McKennan nasceu em New Castle, Delaware no dia 31 de Março de 1794, filho do Cor. William e Elizabeth Thompson McKennan. Mais tarde mudou-se com sua família para Washington, Pensilvânia. Graduou-se na Universidade Washington em 1810 e foi aceito à Ordem em 1814, começando a exercer em Washington.

## Carreira

### Início da carreira
Era membro da União da Sociedade Literária na Universidade Washington. Em um discurso de Janeiro de 1811 à União da Sociedade, McKennan definiu as sete áreas de estudo (Latim e Grego; Matemática; Retórica; Lógica; Geografia e História; Filosofia Natural e Filosofia Moral) que compunham o currículo da faculdade na época.
Trabalhou como tutor na Universidade Washington em 1813, enquanto estudava direito. Mais tarde, era administrador da Universidade e era frequentemente convidado a ser Presidente da Universidade Washington, mas recusou sempre.

### Política na Pensilvânia
Era subprocurador da Pensilvânia de 1815 até 1816 e serviu na Câmara Municipal em Washington, Pensilvânia, de 1818 até 1830 e foi eleito ao vigésimo segundo congresso em 1830. Serviu na Câmara dos Representantes dos Estados Unidos de 1831 até 1839, onde fez de uma tarifa protetora sua principal prioridade. McKennan recusou-se a candidatar-se novamente nas eleições de 1838 e renunciou do Congresso. Serviu novamente de 1842 até 1843 pelos partidos Anti-Maçônico e Whig para completar o mandato de seu falecido sucessor Joseph Lawrence. (A eleição especial foi marcada para 20 de Maio de 1842).) Foi o presidente da Comissão de Estradas e Canais no vigésimo sétimo congresso.
Apesar da imensa pressão de associados, amigos e do Partido Whig do Condado de Washington, McKennan novamente recusou-se a concorrer a outro mandato no Congresso, declarando que havia cumprido seu dever servindo em um cargo público e que era hora de retornar a Washington, Pensilvânia e concentrar-se em sua advocacia. Em 1844, seus apoiadores em sua cidade natal de Washington, Pensilvânia, tentaram, sem sucesso, despertar o interesse em McKennan para ser companheiro de chapa de Henry Clay, e não há indicação de que o próprio McKennan tenha aprovado a ideia. McKennan também resistiu aos esforços para convencê-lo a concorrer ao cargo de governador da Pensilvânia na década de 1840, mas em 1848, serviu como presidente do colégio eleitoral da Pensilvânia.

### Secretário do Interior
Após Millard Fillmore tornar-se Presidente dos Estados Unidos, McKennan recebeu o cargo de Secretário do Interior dos Estados Unidos, mas relutou em aceitar; somente após intensa pressão de amigos e associados, cedeu. Quase imediatamente, arrependeu-se de sua decisão e renunciou após um mandato de apenas 11 dias. McKennan citou seu "temperamento nervoso peculiar", que respondeu à excitação e à depressão por sua razão de renunciar. Durante seu breve período como Secretário, McKennan foi o chefe do Censo de 1850, que estava sendo realizado naquele verão e emitiu uma declaração extraordinariamente previsível sobre a importância de proteger a privacidade individual:
Foram recebidas informações neste escritório que, em alguns casos, exposições desnecessárias foram feitas pelos oficiais auxiliares com referência aos negócios e atividades e outros fatos relacionados a indivíduos, apenas para gratificar a curiosidade ou os fatos aplicados ao uso privado ou pecuniária vantagem do assistente, em prejuízo de outros. Tal uso dos resultados não foi contemplado pelo ato em si nem justificado pelas intenções e projetos daqueles que promulgaram a lei. Nenhum indivíduo empregado sob sanção do governo para obter esses fatos tem o direito de promulgar ou expô-los sem autoridade.
...todos os oficiais e assistentes devem considerar os fatos que lhes são confiados como se obtidos exclusivamente para uso do governo e não devem ser usados de forma alguma para gratificação de curiosidade, exposição dos negócios ou atividades de qualquer homem, ou para o emolumento particular dos oficiais ou assistentes que, enquanto empregados neste serviço, atuam como agentes do governo na capacidade mais confidencial.

### Carreira posterior
Após sua renúncia, McKennan assumiu um cargo menos estressante como presidente da Ferrovia Hempfield, que estava em construção entre Wheeling, Virgínia e Greensburg, Pensilvânia, através de sua própria cidade de Washington (em 1871, a Ferrovia Baltimore e Ohio comprou o Hempfield financeiramente prejudicado).

## Vida pessoal
No dia 6 de Dezembro de 1815, McKennan casou-se com Matilda Lourie Bowman. Tiveram oito filhos juntos:
- William McKennan
- Thomas McKennan
- Isabella McKennan
- Jacob Bowman McKennan
- Thomas McKean Thompson McKennan, Jr.
- Anne Elizabeth McKennan
- John Thompson McKennan
- Matilda Bowman McKennan

McKennan morreu no dia 9 de Julho de 1852, em Reading, Pensilvânia, enquanto trabalhava na Ferrovia Hempfield e foi sepultado no Cemitério de Washington, em sua antiga casa em Washington, Pensilvânia.